# Bon Voyage, Charlie Brown (and Don't Come Back!!)
Bon Voyage, Charlie Brown (and Don't Come Back!!) (bra: Boa Viagem, Charlie Brown) é um filme de animação americano de 1980 do gênero comédia de aventura produzido pela United Feature Syndicate e distribuído pela Paramount Pictures, dirigido por Bill Melendez e Phil Roman. Este foi o quarto longa-metragem baseado em Peanuts.
O criador de Peanuts, Charles M. Schulz, escreveu que teve a ideia para a história enquanto visitava o Manoir de Malvoisine em Le Héron, onde esteve brevemente como soldado durante a Segunda Guerra Mundial. O castelo desempenha um grande papel no filme.
A Paramount Home Entertainment lançou o filme em VHS e Laserdisc em 1995 no formato 4:3, e o lançou em DVD (cortado para widescreen) em 6 de outubro de 2015.
O filme também foi lançado em Blu-ray em 15 de março de 2022 nos EUA.

## Sinopse
Charlie Brown e seus amigos viajam para a Europa como estudantes de intercâmbio.

## Elenco
- Arrin Skelley como Charlie Brown
- Daniel Anderson como Linus van Pelt
- Patricia Patts como Peppermint Patty
- Casey Carlson como Marcie
- Annalisa Bortolin como Sally Brown
- Laura Planting como Lucy van Pelt
- Bill Meléndez como Snoopy, Woodstock
- Pascale De Barolet como Pierre
- Roseline Rubens como Violette Honfleur, Violet, Patty, Frieda, Sophie
- Debbie Muller como comissária de bordo
- Scott Beach como garçom, barão, motorista, locutor de tênis, voz em inglês, homem americano

Os personagens Schroeder, Pig-Pen, Babette e Jacques também aparecem, mas não tem falas.

## Recepção

### Bilheteria
O filme teve uma bilheteria de US$ 2 milhões.

#### Crítica especializada
O filme teve uma recepção positiva pela crítica especializada.